# 贝讷 (约讷省)
贝讷（法語：Beine，法語發音：[bɛn] ⓘ）是法国勃艮第-弗朗什-孔泰大区约讷省的一个市镇，位于该省中部偏东，属于欧塞尔区。

## 地理
贝讷（47°49'9"N, 3°43'17"E）面积21.57 平方千米，位于法国勃艮第-弗朗什-孔泰大區约讷省，该省份为法国中北部内陆省份，西接卢瓦雷省，西北接塞纳-马恩省，南至涅夫勒省，东临科多尔省，东北与奥布省接壤。
与贝讷接壤的市镇（或旧市镇、城区）包括：利尼奥雷勒、库尔吉、布莱尼勒卡罗、沙布利、拉沙佩勒-沃佩尔泰涅、沃努瓦、希特里。
贝讷的时区为UTC+01:00、UTC+02:00（夏令时）。

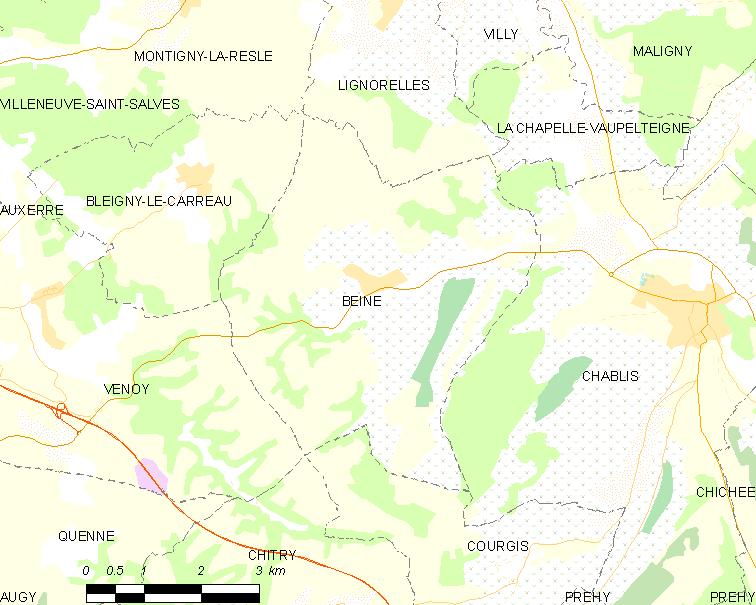
贝讷的OSM定位图

## 行政
贝讷的邮政编码为89800，INSEE市镇编码为89034。

## 政治
贝讷所属的省级选区为沙布利县。

## 人口

1962-2008年间贝讷人口变化图示

贝讷于2022年1月1日时的人口数量为444人。